# Battlecry
Battlecry è l'ottavo album in studio del gruppo musicale statunitense Two Steps from Hell, pubblicato il 28 aprile 2015.

## Tracce
Disco 1
1. None Shall Live – 2:19 (Thomas J. Bergersen)
2. Stormkeeper – 2:55 (Nick Phoenix)
3. Victory – 5:20 (Thomas J. Bergersen)
4. Wolf King – 4:14 (Nick Phoenix)
5. Rise Above – 3:24 (Thomas J. Bergersen)
6. Spellcaster – 3:01 (Nick Phoenix)
7. Never Back Down – 2:55 (Thomas J. Bergersen)
8. Red Tower – 3:08 (Nick Phoenix)
9. Cannon in D Minor – 3:03 (Thomas J. Bergersen)
10. Blackout – 3:45 (Nick Phoenix)
11. Stronger Faster Braver – 4:38 (Thomas J. Bergersen)

Disco 2
1. Battleborne – 4:59 (Nick Phoenix)
2. Last of the Light – 2:53 (Thomas J. Bergersen)
3. Ultraground – 3:10 (Nick Phoenix)
4. Release Me – 4:03 (Thomas J. Bergersen)
5. Freedom Ship – 3:22 (Nick Phoenix)
6. Amaria – 3:14 (Thomas J. Bergersen)
7. Flight of the Silverbird – 3:31 (Thomas J. Bergersen)
8. Outpost – 2:58 (Nick Phoenix)
9. Unforgiven – 4:10 (Thomas J. Bergersen)
10. Across the Blood Water – 3:33 (Nick Phoenix)
11. No Honor in Blood – 3:07 (Thomas J. Bergersen)
12. Sariel – 2:49 (Nick Phoenix)
13. Star Sky – 5:30 (Thomas J. Bergersen)
14. Battleborne (versione strumentale) – 4:59 (Nick Phoenix)
15. Star Sky (versione strumentale) – 5:34 (Thomas J. Bergersen)